# Tempera-Typ
Der Tempera-Typ ist ein Zweiwege-Tankertyp. 

## Geschichte
Von dem Schiffstyp wurden zwei Einheiten von Sumitomo Heavy Industries auf der Yokosuka-Werft in Oppama, Japan, für die Fortum Shipping Company in Finnland gebaut. Das Typschiff wurde 2002 von der Society of Naval Architects of Japan als „Ship of the Year“ ausgezeichnet.

## Beschreibung
Die Schiffe des Typs sind Zweiwege-Tanker und Eisbrecher. Sie haben für beide Fahrtrichtungen vollwertige Kommandobrücken. 
Eisbrechende Tanker sind nicht neu, haben aber wie alle eisbrechende Schiffe  mit dem Fahrverhalten in offenen Gewässern zu kämpfen. Ein Eisbrecherbug ist schlecht beim Durchfahren von Wellen. Bei diesen Zweiwegeschiffen hat man einen Kompromiss zwischen traditioneller Rumpfform und Eisbrecher gefunden. Der Wulstbug sorgt im offenen Meer für gutes Fahrverhalten, das in Form eines Eisbrecherbugs gebaute Heck ermöglicht in der Rückwärtsfahrt das Eisbrechen. Dazu dreht das Schiff um 180 Grad und wird von seinem Pod-Antrieb gezogen. Die Tanker waren die ersten, bei denen dieses Konzept angewandt wurde.
Der Antrieb erfolgt durch einen Propellergondelantrieb (Azipod). Die Propellergondel mit Festpropeller wird von einem Elektromotor mit 16.000 kW Leistung angetrieben. Die Schiffe erreichen damit eine Geschwindigkeit von bis zu 17 kn. Beim Brechen von bis zu einem Meter dicken Eis können die Schiffe rund 3 kn erreichen. Die Schiffe sind mit einem Bugstrahlruder ausgerüstet.
Für die Stromversorgung stehen zwei von Dieselmotoren mit jeweils 6.000 kW Leistung und zwei von Dieselmotoren mit jeweils 4.000 kW Leistung angetriebene Generatoren zur Verfügung. Bei den Dieselmotoren kommen jeweils Wärtsilä-Dieselmotor des Typs 6L38B zum Einsatz. Für den Hafenbetrieb kommt ein von einem Wärtsilä-Dieselmotor des Typs 6L26A mit 1.700 kW Leistung angetriebener Generator zum Einsatz.
Die Schiffe verfügen über zwölf Ladungstanks mit zusammen 121.158 m³. Die Be- und Entladung der Tanker erfolgt über drei Manifolds im Mittschiffsbereich. Für den Ladungsumschlag stehen vier elektrisch angetriebene Pumpen mit einer Kapazität von 3.500 m³/Std. zur Verfügung. Für die Schlauchübernahme steht ein Kran zur Verfügung.
Der Rumpf der Schiffe ist eisverstärkt (Eisklasse 1A Super).

## Schiffe
| Schiffsname | IMO-Nr. | Bau- nummer | Ablieferung | Spätere Namen und Verbleib                                                |
| ----------- | ------- | ----------- | ----------- | ------------------------------------------------------------------------- |
| Tempera     | 9235880 | 1285        | August 2002 | 2018: Umbau zur Floating Production Storage and Offloading Unit, La Noubi |
| Mastera     | 9235892 | 1286        | Januar 2003 | 2022: Mikines, 2022: Alma                                                 |